# 추덕

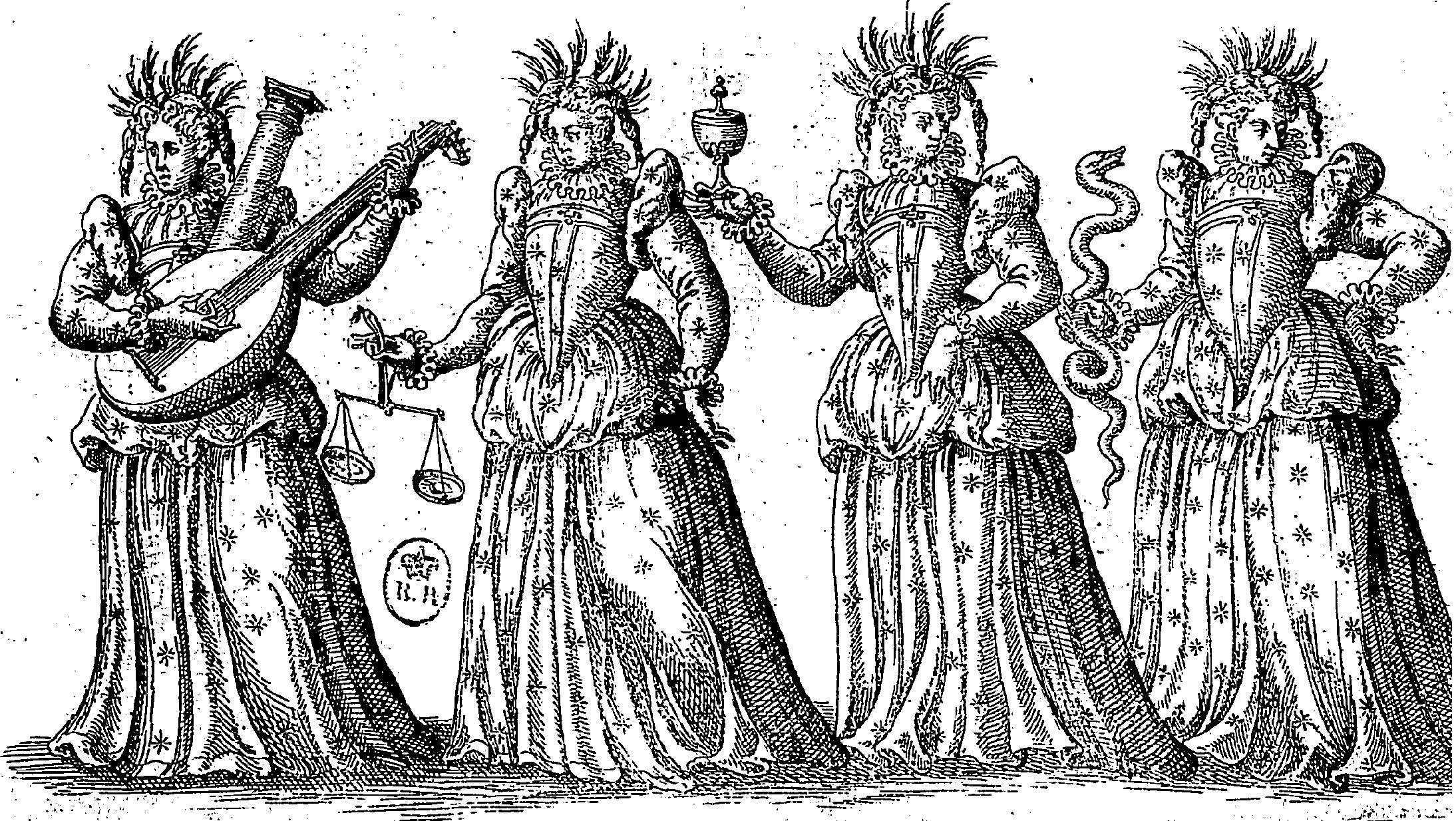
네 가지 미덕을 상징하는 상 (왕비의 발레 코미크, 1582)

네 가지 추덕(樞德)은 플라톤과 성경, 고전 고대 기독교, 전통 기독교 신학에서 인정되었다.
이 원칙들은 처음에는 플라톤의 국가 4권 426-435 (신심 (호시오테스)도 포함하는 프로타고라스 330b도 참조)에서 파생된다. 키케로는 이를 확장했고, 암브로시우스, 히포의 아우구스티누스, 그리고 토마스 아퀴나스는 이를 신학적 미덕으로 확장하면서 적용했다.

## 네 가지 추덕
- 신중 (φρόνησις, 프로네시스; 라틴어: prudentia; 또는 지혜, 소피아, 사피엔티아), 주어진 시간에 적절한 상황에서 취해야 할 적절한 행동 과정을 식별하는 능력.
- 용기 (ἀνδρεία, 안드레이아; 라틴어: fortitudo): 또는 불굴, 관용, 힘, 인내, 그리고 두려움, 불확실성 및 협박에 직면하는 능력이라고도 한다.
- 절제 (σωφροσύνη, 소프로시네; 라틴어: temperantia): 규제, 자제, 자숙, 재량 및 욕구 조절로도 알려져 있다. 소프로시네는 건전한 정신으로 번역될 수도 있다.
- 정의 (δικαιοσύνη, 디카이오시네; 라틴어: iustitia): 가장 광범위하고 가장 중요한 미덕인 공정성으로도 간주된다;[2] 그리스어 단어는 의로움이란 뜻도 가진다.

## 우화

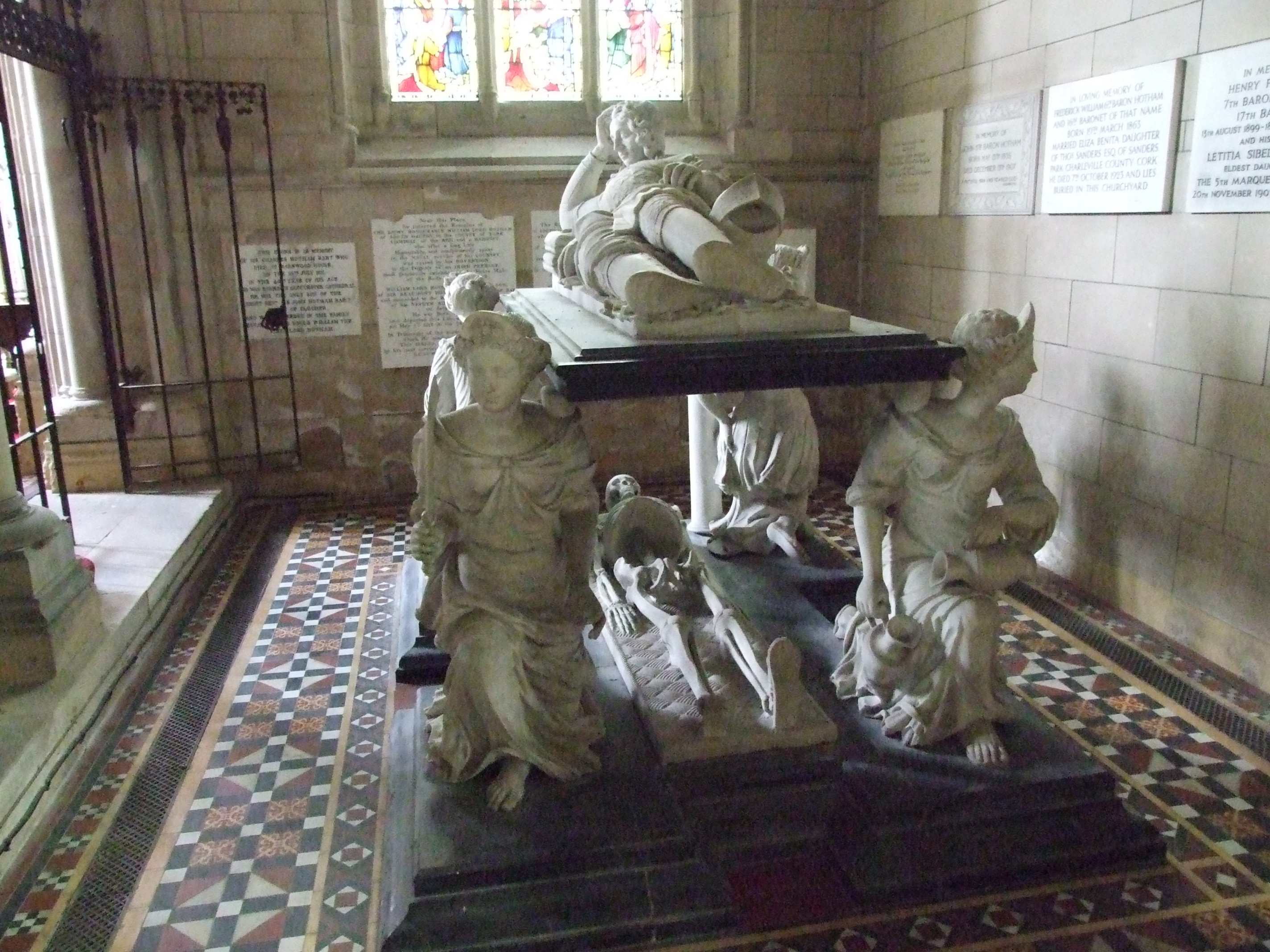
추덕상으로 지지된 존 호섬 경의 무덤.

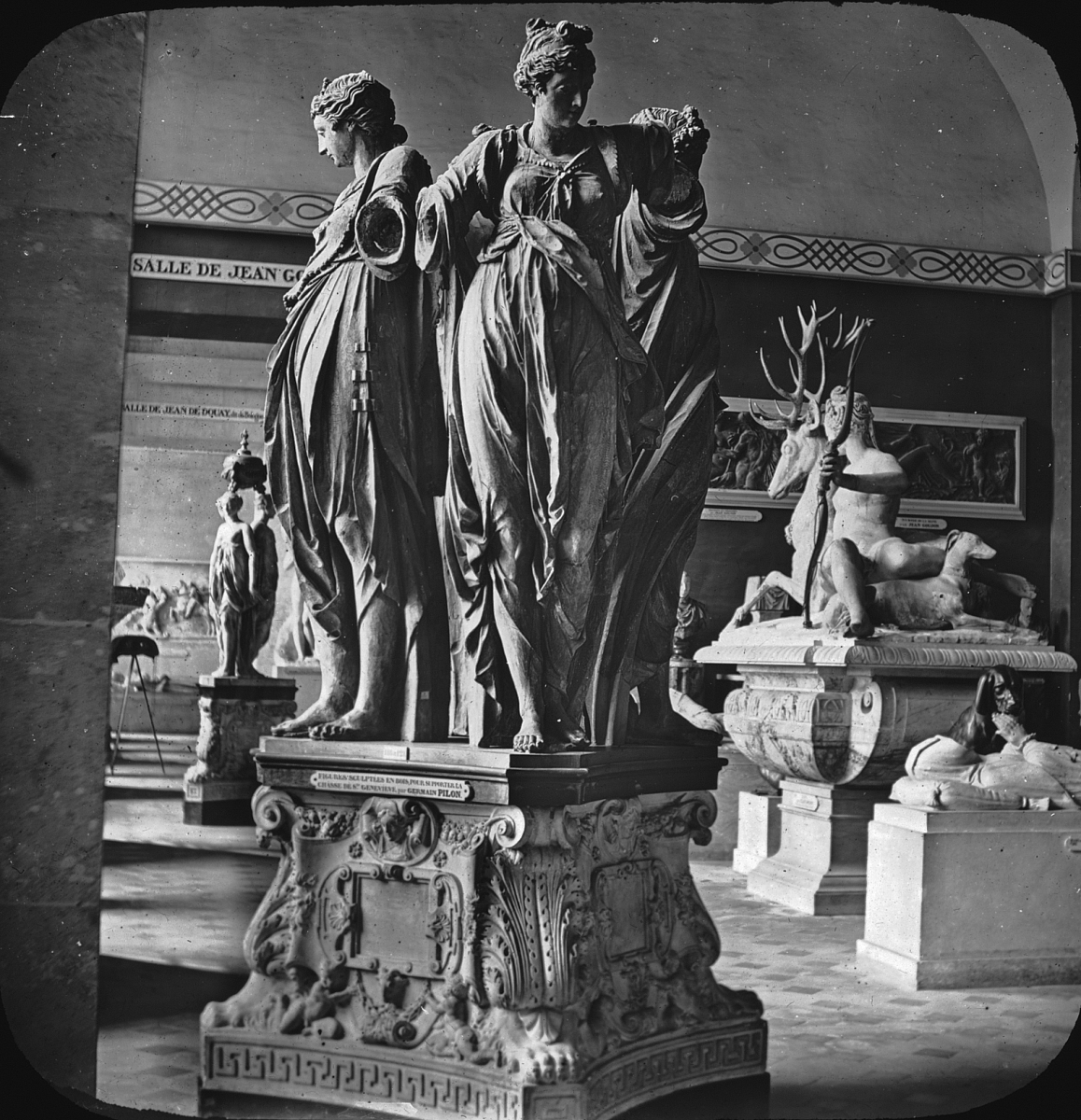
네 가지 추덕; 파리 루브르 박물관. 브루클린 박물관 보관소, 굿이어 기록 수집

추덕은 종종 여성 우화상으로 묘사되며 장례식 조각품으로 인기있는 주제였다. 이 인물의 속성과 이름은 지역 전통에 따라 다를 수 있다.
많은 교회와 예술 작품에서 추덕은 상징적인 항목으로 묘사된다:
- 정의 – 칼, 저울과 천칭, 왕관
- 절제 – 바퀴, 굴레와 고삐, 야채와 생선, 잔, 두 주전자 속 물과 포도주
- 용기 – 갑옷, 곤봉, 사자, 손바닥, 탑, 멍에, 깨진 기둥
- 신중 – 책, 두루마리, 거울 (뱀에 의해 때때로 공격 받음)

주목할만한 상으로는 브리트니 공작, 프랜시스 2세의 무덤과 존 호섬의 무덤이 있다. 이는 또한 에절 성의 정원에서 묘사되었다.
| 유스티티아 (정의) | 포르티투도 (용기) | 프루덴티아 (신중) | 템페란티아 (절제) |
| ----------------- | ----------------- | ----------------- | ----------------- |
|                   |                   |                   |                   |

베니스의 제수아티 교회 정면에 있는 미덕의 우화 (1737)

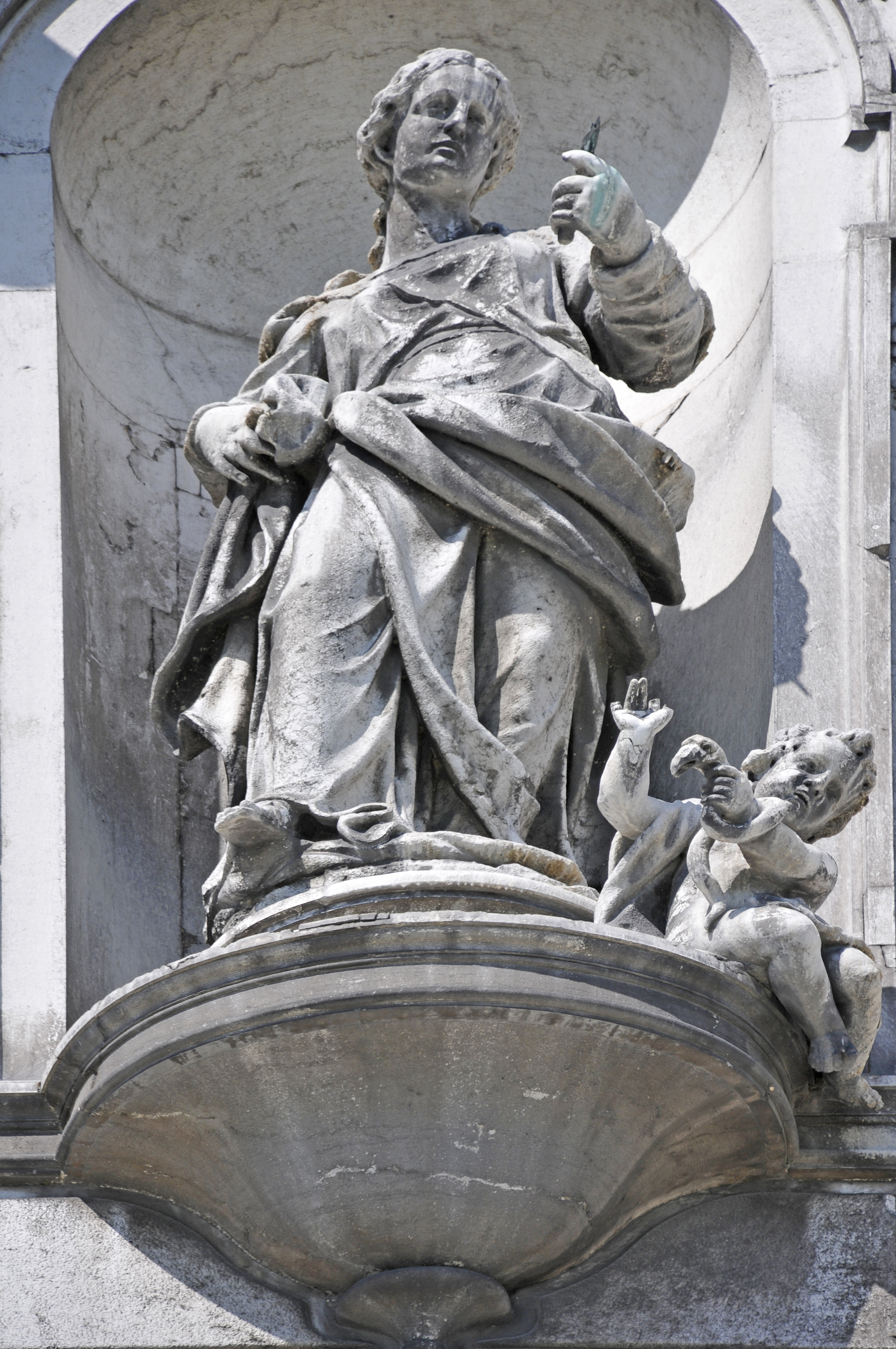
Prudence by Gaetano Fusali
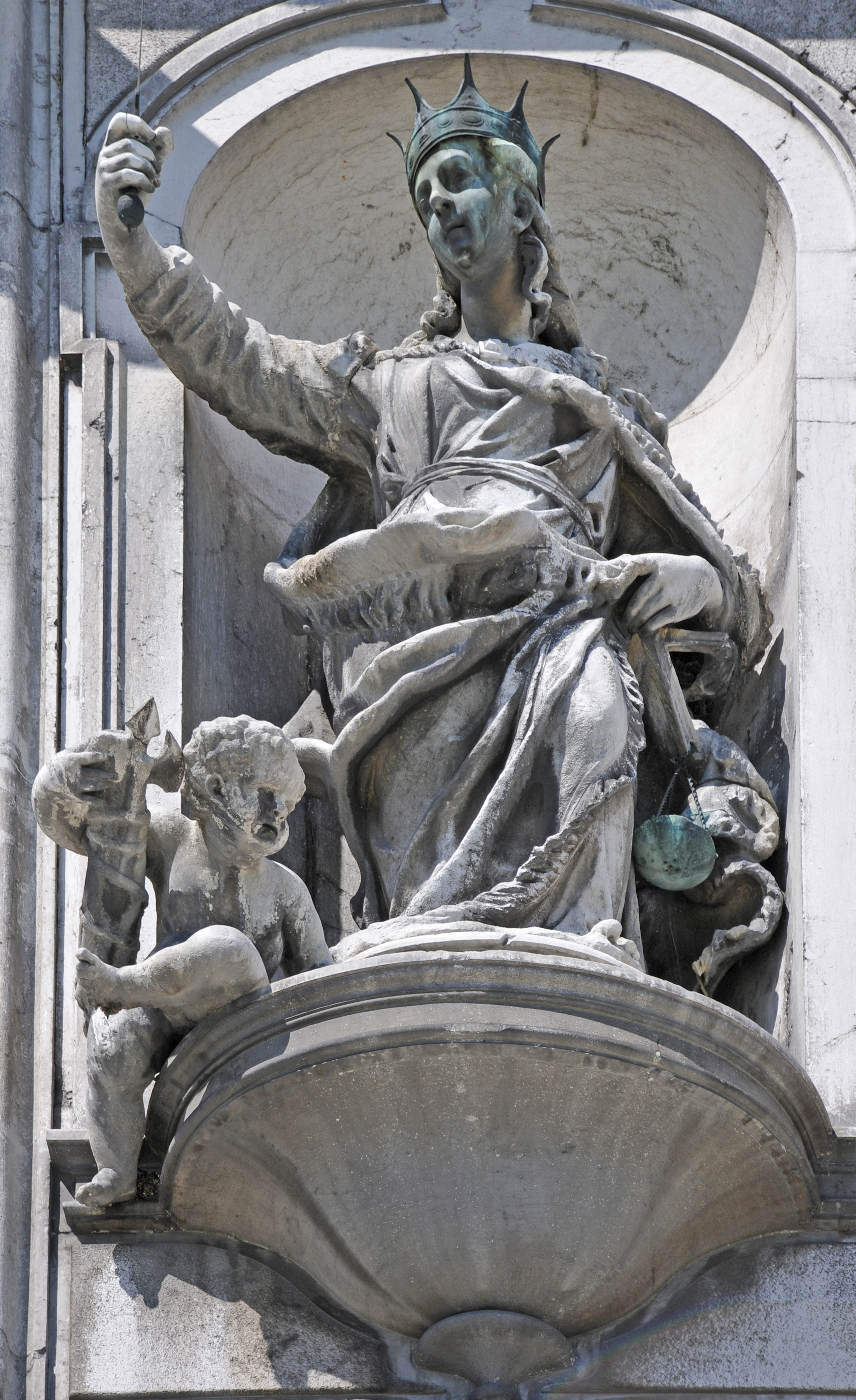
Justice by Francesco Bonazza
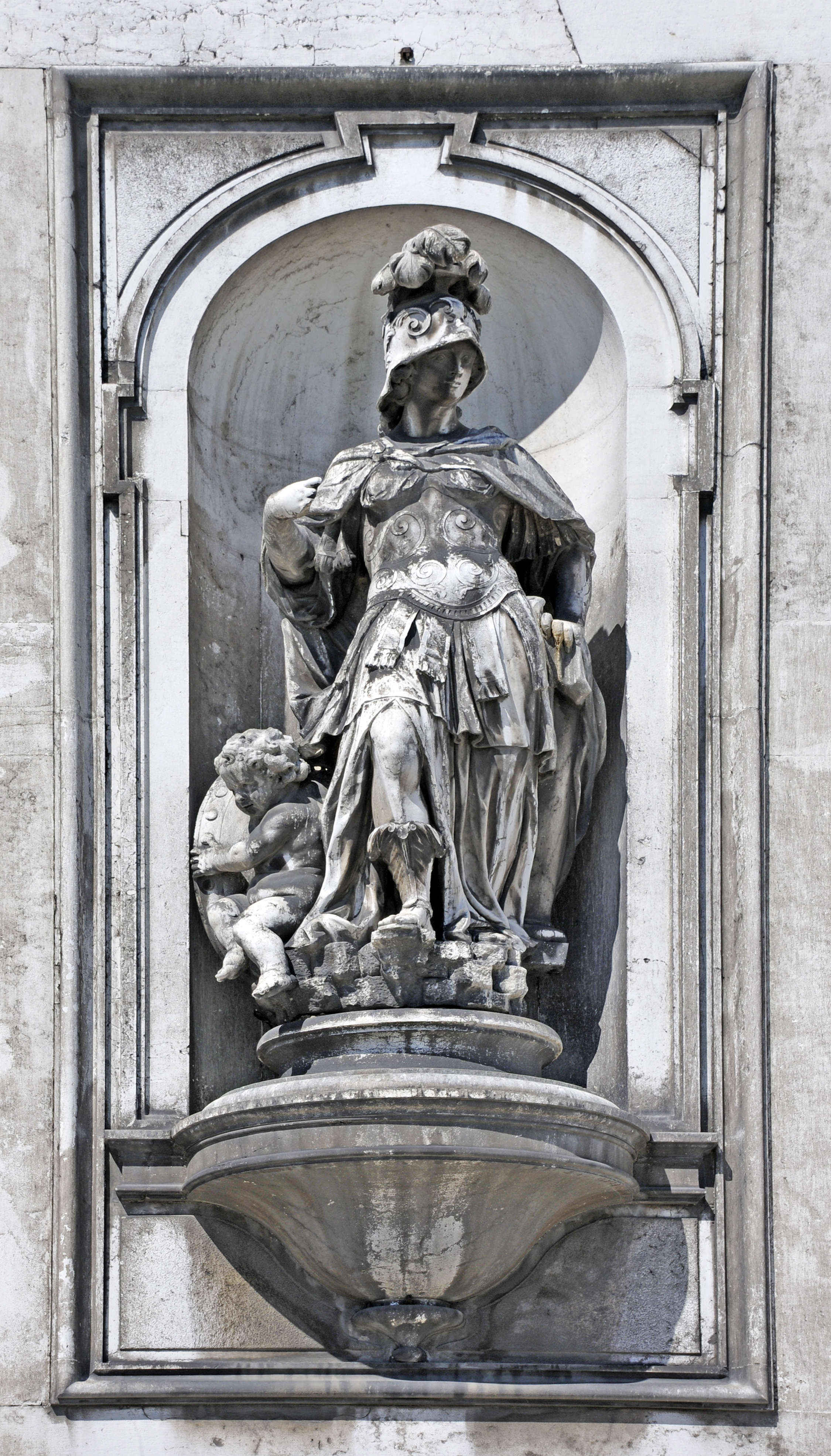
Fortitude by  Giuseppe Torretto
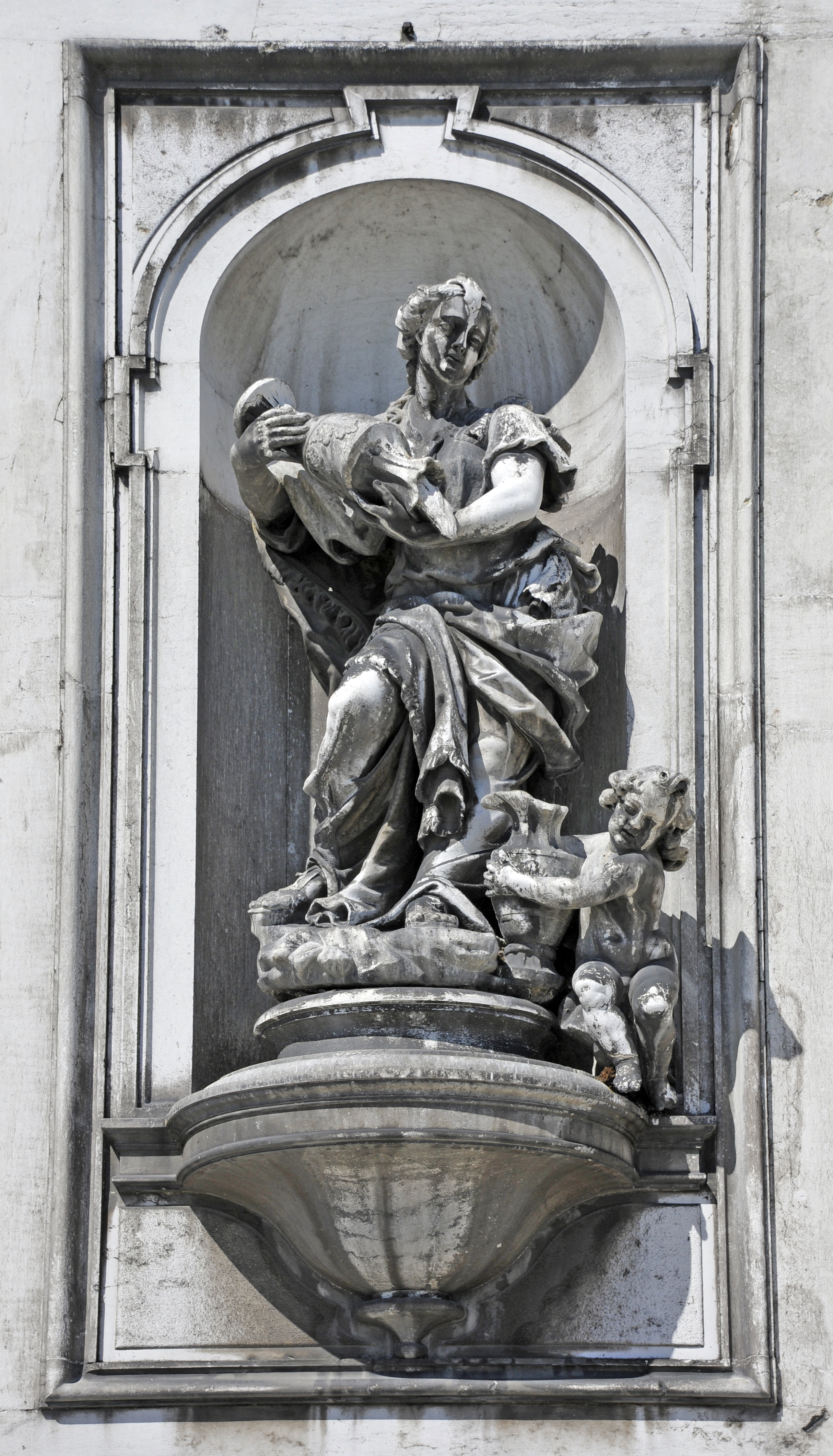
Temperance by Alvise Tagliapietra

라로셸 시청 외관의 미덕의 우화

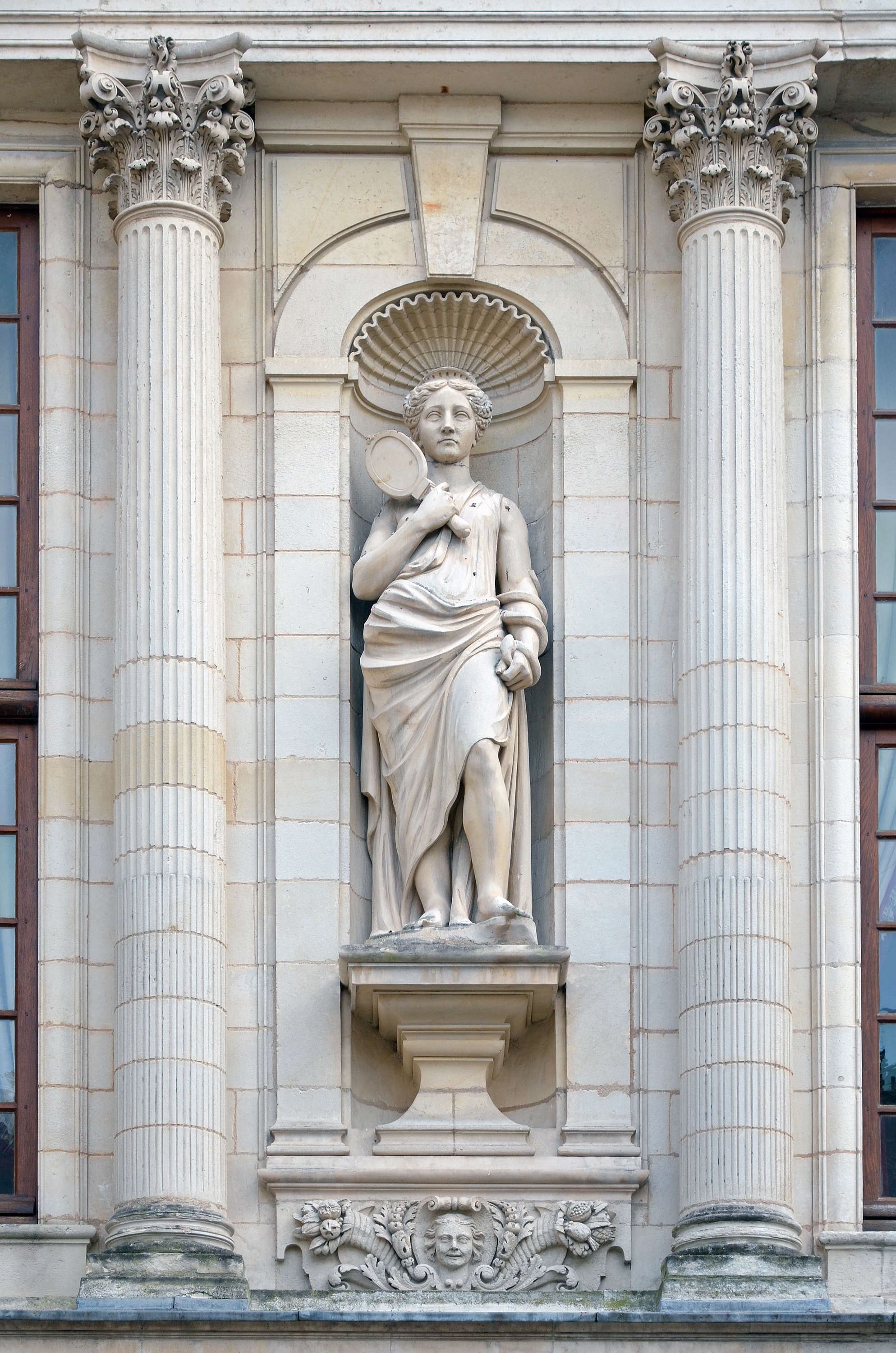
신중.
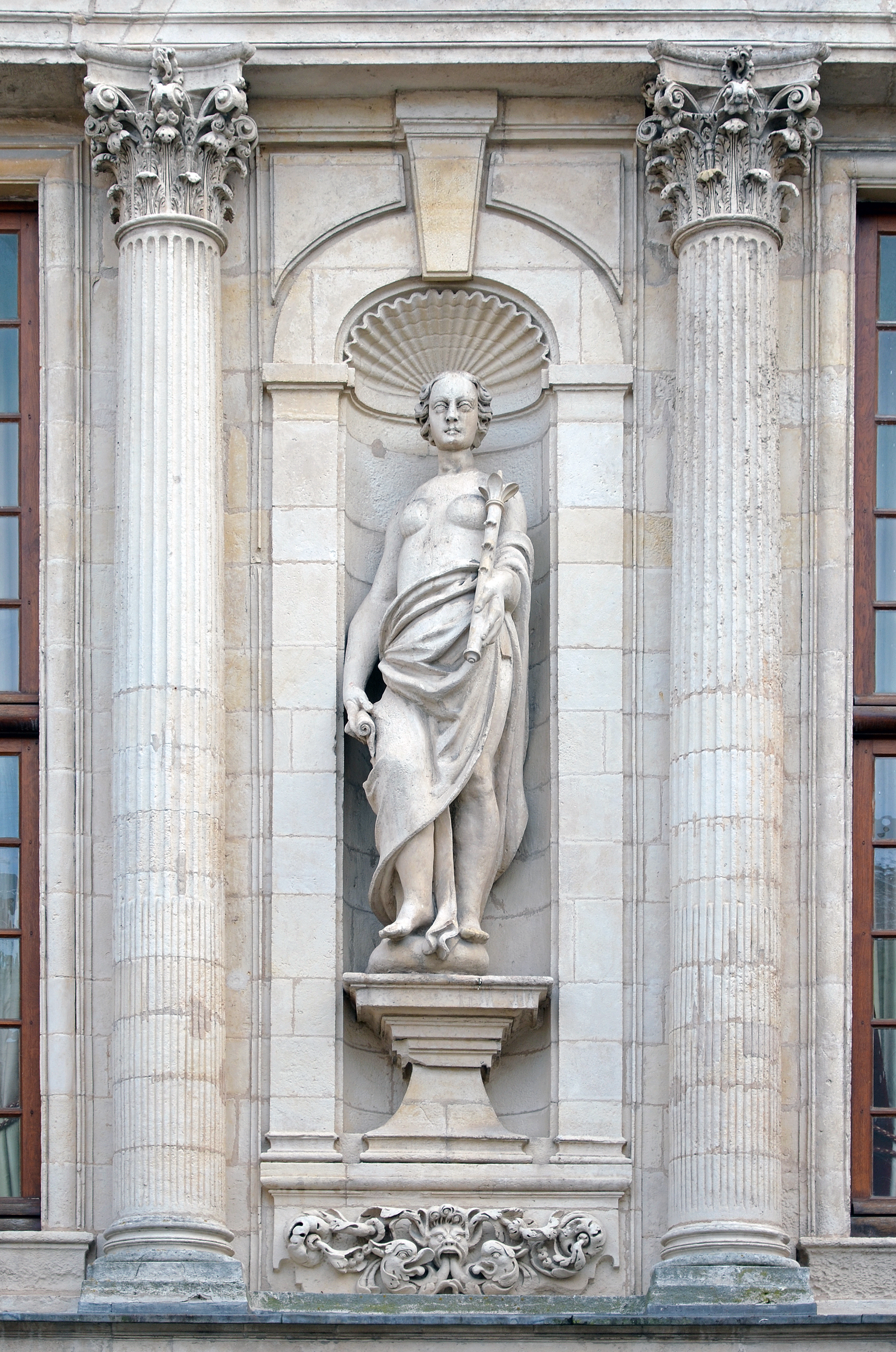
정의.
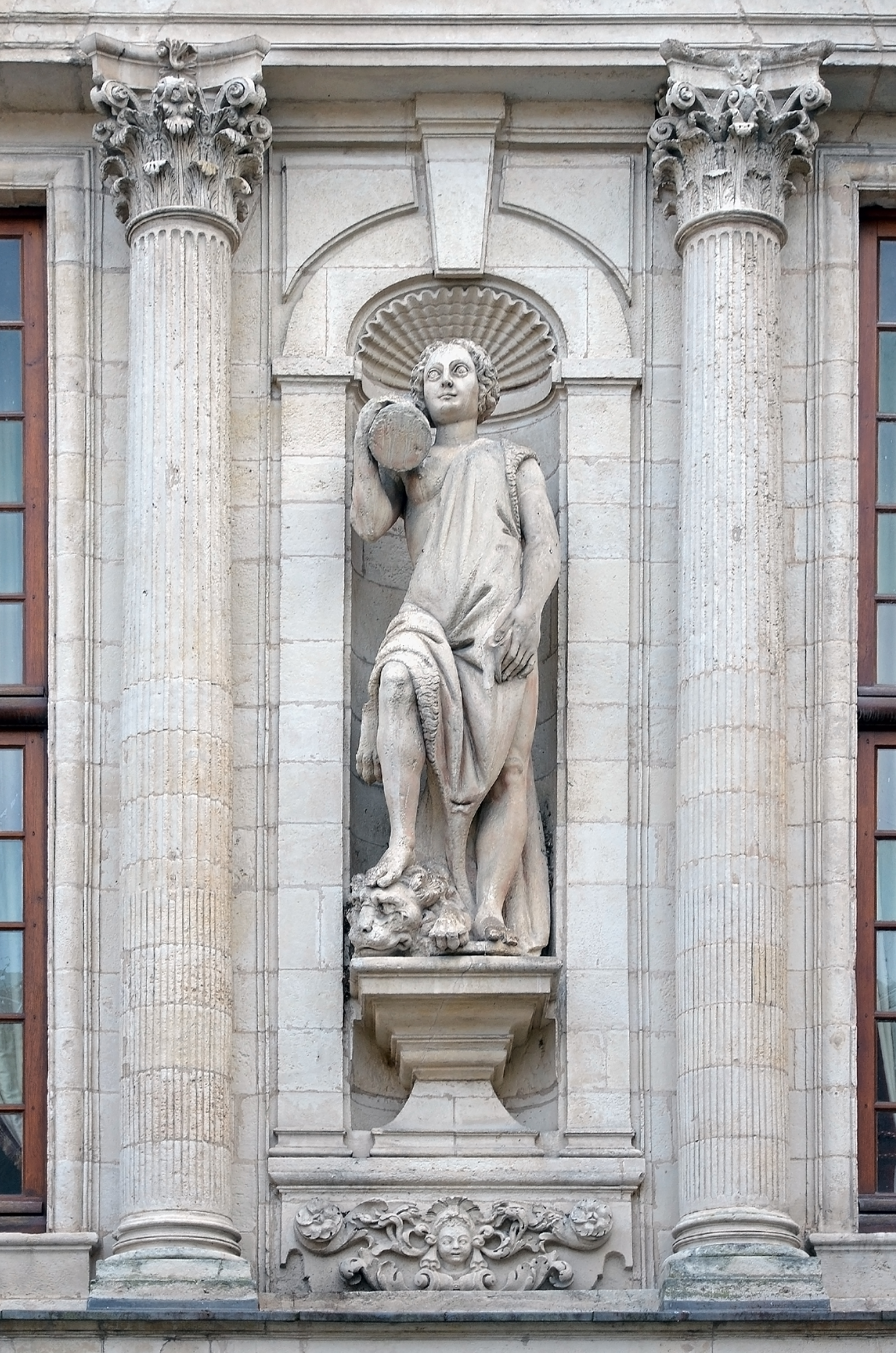
용기.
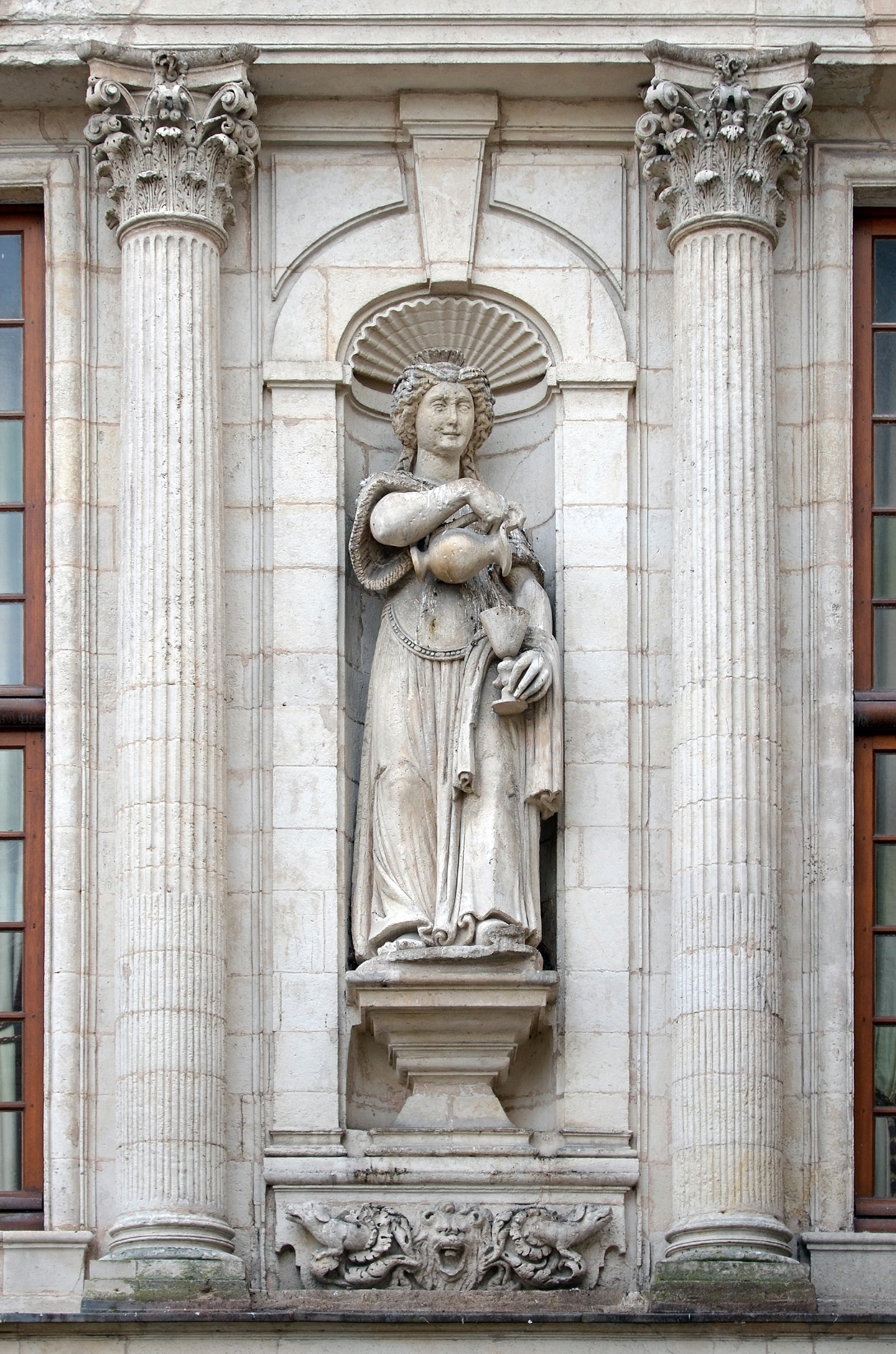
절제.

## 같이 보기
- 추덕과 신덕 (라파엘)
- 민덕
- 칠죄종
- 신덕